# Anna Kvapilová
Anna Kvapilová (19. března 1905 Vysoký Chlumec – 28. července 1992 Oslo) byla česká knihovnice a sociální pracovnice.

## Život
Pracovala jako knihovnice hudebního oddělení Městské knihovny v Praze. Za německé okupace se zapojila do protinacistického odboje.  V letech 1941 až 1945 byla vězněna v koncentračním táboře Ravensbrück. Po únoru 1948 emigrovala do Norska. Zde se angažovala v práci pro československé exulanty. byla zakladatelkou Norsko-československého sdružení pro uprchlíky. Podílela se na vzniku útulku v městě Drammen pro starší české exulanty. Iniciovala vznik letní školy s výukou českého jazyka pro děti exulantů, spolupracovala na norsko-českém slovníku. byla členkou řady exilových organizací a spolků.
V roce 1991 jí byl udělen Řád T. G. Masaryka IV. třídy.